# Đinh (Thiên can)
Đối với các định nghĩa khác, xem Đinh (định hướng).
Đinh là một trong số 10 can của Thiên can, thông thường được coi là thiên can thứ tư, đứng trước nó là Bính và đứng sau nó là Mậu.
Về phương hướng thì Đinh chỉ phương chính nam. Theo Ngũ hành thì Đinh tương ứng với Hỏa, theo thuyết Âm-Dương thì Đinh là Âm.
Thiên can gắn liền với chu kỳ sinh trưởng của thực vật. Do hình dạng (丁) giống như cái đinh tượng trưng cho sự phát triển của thực vật nên Đinh tượng trưng cho sự ổn định, mầm non bắt đầu hình thành.
Năm trong lịch Gregory ứng với can Đinh kết thúc là 7. Ví dụ 1967, 1977, 1987, 1997, 2007, 2017 v.v.

## Các can chi Đinh
- Đinh Sửu
- Đinh Mão
- Đinh Tỵ
- Đinh Mùi
- Đinh Dậu
- Đinh Hợi